# Zoilos I
Zoilos I Dikaios (tiếng Hy Lạp: Ζωίλος Α΄ ὁ Δίκαιος; có nghĩa là "Người công bằng") là một vị vua Ấn-Hy Lạp cai trị ở miền Bắc Ấn Độ và nắm giữ khu vực bao gồm Paropamisade và Arachosia trước đây thuộc về Menandros I. Ông có thể là một con cháu của vua Euthydemos I.

## Thời gian cai trị
Niên đại của Zoilos có thể được xác định là vào giai đoạn sau khi Menander qua đời, khoảng 130-120 TCN (Bopearachchi). Các bằng chứng khảo cổ cho thấy Zoilos lên nắm quyền trong khi Menander vẫn còn sống và có lẽ là kẻ thù của ông ta, R.C. Senior đã đề xuất niên đại là trong khoảng từ năm 150-135 TCN.

## Tiền của Zoilos I
Zoilos I sử dụng một loại đồng xu bạc tương tự như của Euthydemos II, con trai của vua Demetrios: hình Herakles đội vương miện, cầm một vòng hoa hoặc vương miện trong tay phải của ông, một cây gậy và tấm da con sư tử ở tay trái. Trên một số tiền xu, trong đó có chất lượng nghệ thuật thấp hơn, Herakles được trao vương miện bởi một nữ thần Nike nhỏ. Zoilos I cũng còn đúc một số lượng hiếm tiền xu mạ vàng bạc với chân dung của ông và Heracles.
Những đồng tiền xu Ấn Độ của Zoilos I cũng mang dòng chữ Pali "Dhramikasa" ("tín đồ Phật pháp"), có lẽ liên quan đến Phật giáo, xuất hiện lần đầu tiên trên tiền đúc Ấn-Hy Lạp.
Tiền xu bằng đồng của ông đều là hình vuông và chúng mang hình ảnh cây chùy của Herakles kết hợp với một túi cung kiểu Scythia (dành cho một cây cung ngắn) bên trong một vòng hoa chiến thắng, điều này cho thấy một mối liên hệ hoặc thậm chí một liên minh với những cư dân du mục có nguồn gốc từ các thảo nguyên, có thể là người Scythia (người Ấn-Scythia sau này), hoặc người Nguyệt Chi mà đã xâm lược vương quốc Hy Lạp-Bactria.